# Гам (лунный кратер)
Кратер Гам (лат. Gum) — крупный ударный кратер на западной окраине Моря Восточного на видимой стороне Луны. Название присвоено в честь австралийского астронома, известного благодаря исследованиям эмиссионных туманностей и галактического радиоизлучения Колина Стэнли Гама (1924—1960), и утверждено Международным астрономическим союзом в 1970 г. 

## Описание кратера
Ближайшими соседями кратера являются кратер Абель на северо-западе; кратер Гернсбек на северо-востоке; кратер Дженнер на востоке-юго-востоке и кратер Гамильтон на юго-западе. Селенографические координаты центра кратера 40°20′ ю. ш. 88°55′ в. д. / 40,34° ю. ш. 88,91° в. д., диаметр 54,6 км, глубина 0,82 км.
Кратер имеет близкую к циркулярной форму, сильно разрушен, в восточной части вала имеется разрыв через который кратер заполнился базальтовой лавой при образовании бассейна Моря Восточного. Над поверхностью выступают лишь остатки вала. Юго-восточная часть вала перекрыта небольшим кратером, северо-восточная часть вала прекрыта останками небольшого кратера, формирующего еще один разрыв вала. Объем кратера составляет приблизительно 2 400 км³. Дно чаши кратера затоплено и выровнено лавой, отмечено несколькими маленькими кратерами. Альбедо чаши кратера соответствует альбедо Моря Восточного.
Вследствие расположения у юго-восточного лимба Луны форма кратера искажена при наблюдениях с Земли и возможность его наблюдения зависит от либрации Луны.

## Сателлитные кратеры
| Гам | Координаты                                            | Диаметр, км |
| --- | ----------------------------------------------------- | ----------- |
| S   | 39°40′ ю. ш. 84°55′ в. д. / 39,67° ю. ш. 84,92° в. д. | 35,2        |

- Образование сателлитного кратера Гам S относится к позднеимбрийскому периоду[4].